# Friedrich-Carl Rabe von Pappenheim
Pour les articles homonymes, voir Pappenheim.
Friedrich-Carl Rabe von Pappenheim (5 octobre 1894 à Münster - 9 juin 1977 à Hamm) est un Generalleutnant allemand qui a servi au sein de la Heer dans la Wehrmacht pendant la Seconde Guerre mondiale.
Il a été récipiendaire de la Croix de chevalier de la Croix de fer. Cette décoration est attribuée pour récompenser un acte d'une extrême bravoure sur le champ de bataille ou un commandement militaire avec succès.

## Biographie
Friedrich-Carl est issu de la vieille famille aristocratique westphalienne Rabe von Pappenheim. Il est le fils du major général prussien Walter Rabe von Pappenheim (1862-1941) et de son épouse Charlotte, née von Witzendorff (de) (1868-1935).
Après avoir réussi son baccalauréat, Rabe von Pappenheim s'engage au début de la Première Guerre mondiale, le 2 août 1914, en tant que porte-drapeau dans l'escadron de réserve du 4e régiment de cuirassiers (de).
Friedrich-Carl Rabe von Pappenheim est fait prisonnier par les troupes soviétiques en mai 1945 et est libéré en 1955.

## Décorations
- Croix de fer (1914)
  - 2e Classe (12 janvier 1915)
  - 1re Classe (19 avril 1917)
- Croix d'honneur
- Croix de chevalier 1re Classe de l'ordre de la Rose blanche de Finlande (6 septembre 1937)
- Ordre estonien de la Croix de l'Aigle 3e Classe (30 octobre 1937)
- Croix d'officier de l'Ordre de la Couronne d'Italie (26 novembre 1937)
- Ordre yougoslave de l'Aigle blanc (20 janvier 1938)
- Ordre royal hollandais d'Orange-Nassau avec glaives (19 février 1938)
- Agrafe de la Croix de fer (1939)
  - 2e Classe (17 juin 1940)
  - 1re Classe (10 avril 1941)
- Croix allemande en Or (8 novembre 1944)
- Croix de chevalier de la Croix de fer
  - Croix de chevalier le 30 avril 1945 en tant que Generalleutnant et commandant de la 97. Jäger-Division[1]